# Pineville (Louisiana)
Pineville és una població dels Estats Units a l'estat de Louisiana. Segons el cens del 2000 tenia 13.829 habitants.

## Demografia
Segons el cens del 2000, Pineville tenia 13.829 habitants, 4.994 habitatges, i 3.121 famílies. La densitat de població era de 465,1 habitants/km².
Dels 4.994 habitatges en un 30,8% hi vivien nens de menys de 18 anys, en un 44,4% hi vivien parelles casades, en un 14,6% dones solteres, i en un 37,5% no eren unitats familiars. En el 32,5% dels habitatges hi vivien persones soles el 12,2% de les quals corresponia a persones de 65 anys o més que vivien soles. El nombre mitjà de persones vivint en cada habitatge era de 2,35 i el nombre mitjà de persones que vivien en cada família era de 3.
Per edats la població es repartia de la següent manera: un 22,5% tenia menys de 18 anys, un 13,1% entre 18 i 24, un 29,1% entre 25 i 44, un 22,2% de 45 a 60 i un 13,1% 65 anys o més.
L'edat mediana era de 35 anys. Per cada 100 dones de 18 o més anys hi havia 97,3 homes.
La renda mediana per habitatge era de 29.159 $ i la renda mediana per família de 37.735 $. Els homes tenien una renda mediana de 30.205 $ mentre que les dones 21.154 $. La renda per capita de la població era de 15.969 $. Entorn del 14,3% de les famílies i el 20,8% de la població estaven per davall del llindar de pobresa.

## Poblacions més properes
El següent diagrama mostra les poblacions més properes.